# Calocedrus decurrens
Calocedrus decurrens, el libocedro de California o cedro de incienso de California, entre otros, es una conífera de la familia Cupressaceae, del género Calocedrus.

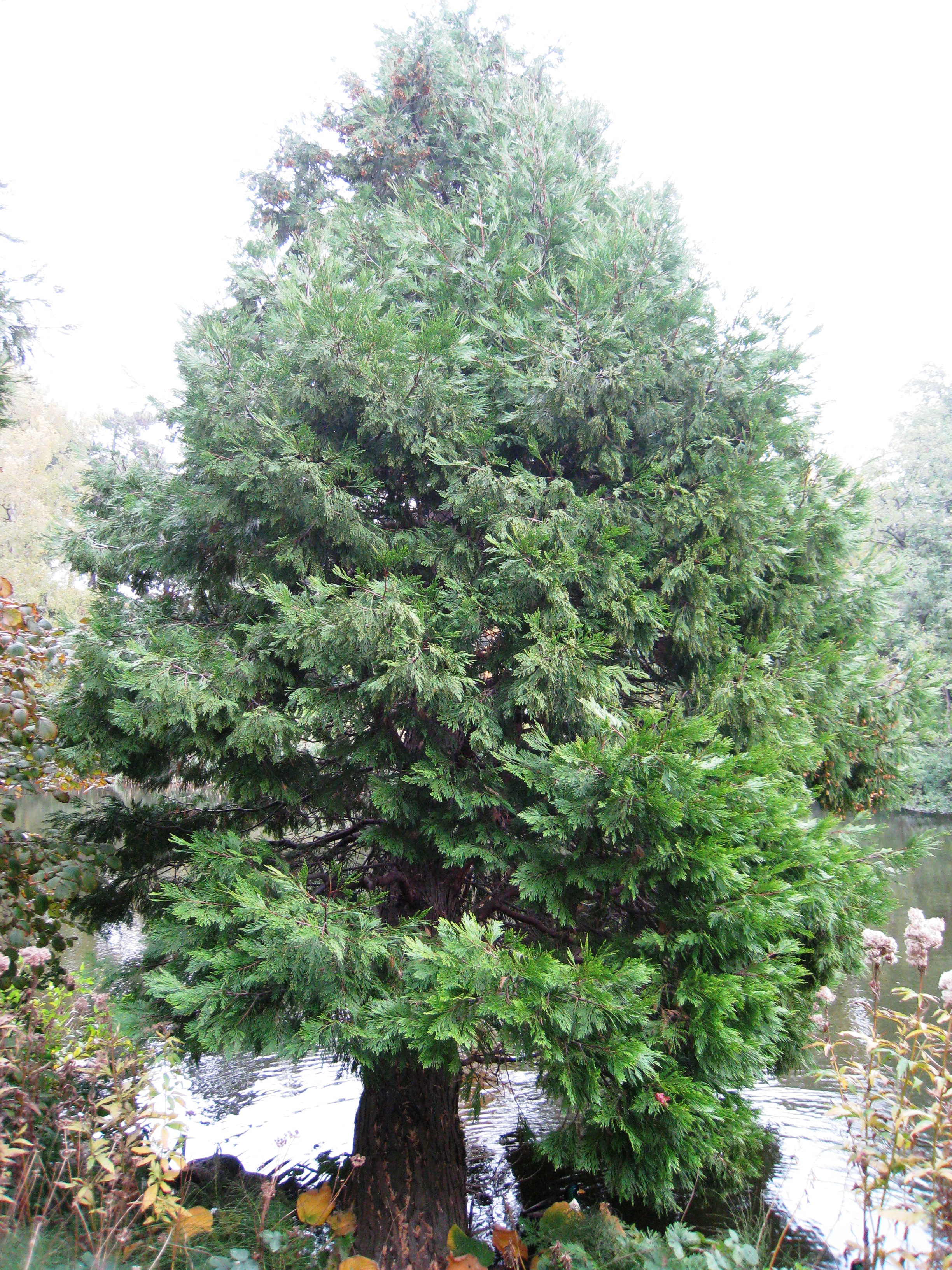
Vista general de un ejemplar mediano.

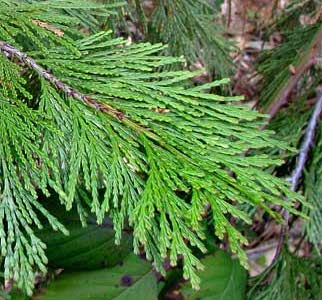
Una rama "aplanada".

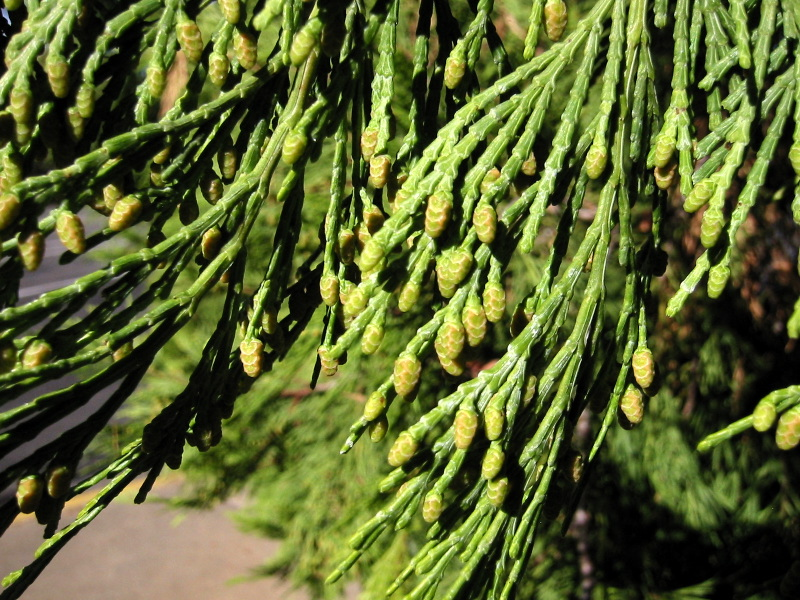
Hojas y conos masculinos.

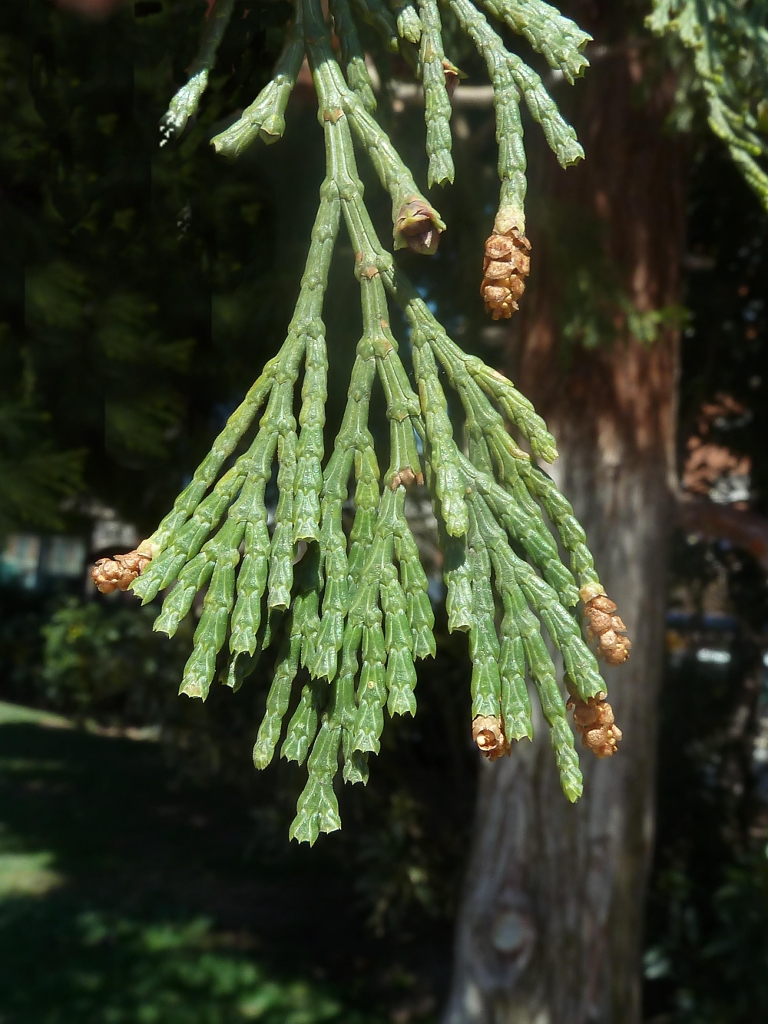
Rama con conos masculinos y femeninos.

## Descripción
Es un gran árbol, que alcanza típicamente alturas de 40-60 m y un tronco con diámetro de hasta 3 m (máximo, 69 m de alto y 4,5 m de diámetro), estrechamente cónico, de ramaje denso. La corteza es de un pardo anaranjado que con el tiempo se vuelve grisáceo, suave al principio y luego se van formando fisuras y exfoliándose en largas tiras en la parte baja del tronco en los ejemplares más viejos. Los racimos de las hojas son aplanados en forma de abanico. El follaje es persistente, compuesto de hojas en pseudoverticilos de 4, escuamiformes, de ápice agudo e incurvado, largamente decurrentes en la base, de color verde oscuro brillante y que tienen un aroma resinoso intenso y peculiar. . El árbol es monoico, con flores masculinas de cerca de 3 mm en grupos en los extremos de las ramitas, globulares y doradas con 3-5 sacos polínicos y con estróbilos femeninos de 6 escamas: 2 estériles, 2 reducidas y 2 seminíferas. Dichos conos son pequeños (15-25 mm), estrechos, puntiagudos, y ovoides. De un color verde intenso al principio, estos conos se vuelven pardos en la madurez (alrededor de un año), liberando 4 (o menos) semillas aladas cuando se abren.

## Distribución
Nativo del oeste de Norteamérica, estando el grueso de su área de distribución en los Estados Unidos, desde el centro-oeste de Oregón a través de la mayor parte de California y el extremo oeste de Nevada, y también en el noroeste de México en la parte norte de Baja California.
Crece desde 50 hasta 2900 m de altitud y es la especie más extendida del género.

## Usos
La madera ligera del árbol se utiliza para la elaboración de lápices, en particular en Estados Unidos donde es la principal materia prima para su fabricación, debido a que es suave y tiende a aguzarse fácilmente sin formar astillas, o en marquetería. También es un árbol ornamental popular, valioso por su resistencia a la sequía. Madera muy apreciada por los escultores. Como su nombre lo indica, su corteza puede quemarse como incienso.

## Taxonomía
Calocedrus decurrens fue descrita por (Torr.) Florin y publicado en Taxon 5: 192. 1956.
Etimología
Calocedrus: nombre genérico que procede del griego: καλλος, "callos", hermoso y de χέδρος, "cedros", el cedro, significando entonces "cedro hermoso". 
decurrens: epíteto Latín que tiene el mismo significado que "decurrente" -del cual deriva- aludiendo a las "escamas" de las hojas que se recubren una a otra.
Nota: A pesar de su nombre, el árbol tiene solo un lejano parentesco con el género Cedrus, pues es un miembro de la familia Cupressaceae y los cedros pertenecen a la de las Pinaceae. Lo único que tienen en común es pertenecer al orden botánico Pinales.
Sinonimia
- Abies cupressoides Poir.
- Heyderia decurrens (Torr.) K.Koch
- Libocedrus decurrensTorr.
- Thuja craigana A.Murray
- Thuja decurrens (Torr.) Voss[8]

## Nombres vernáculos
Libocedro, Calocedro, Cedro blanco de California, Cedro rojo, Cedro de incienso.

## Galería

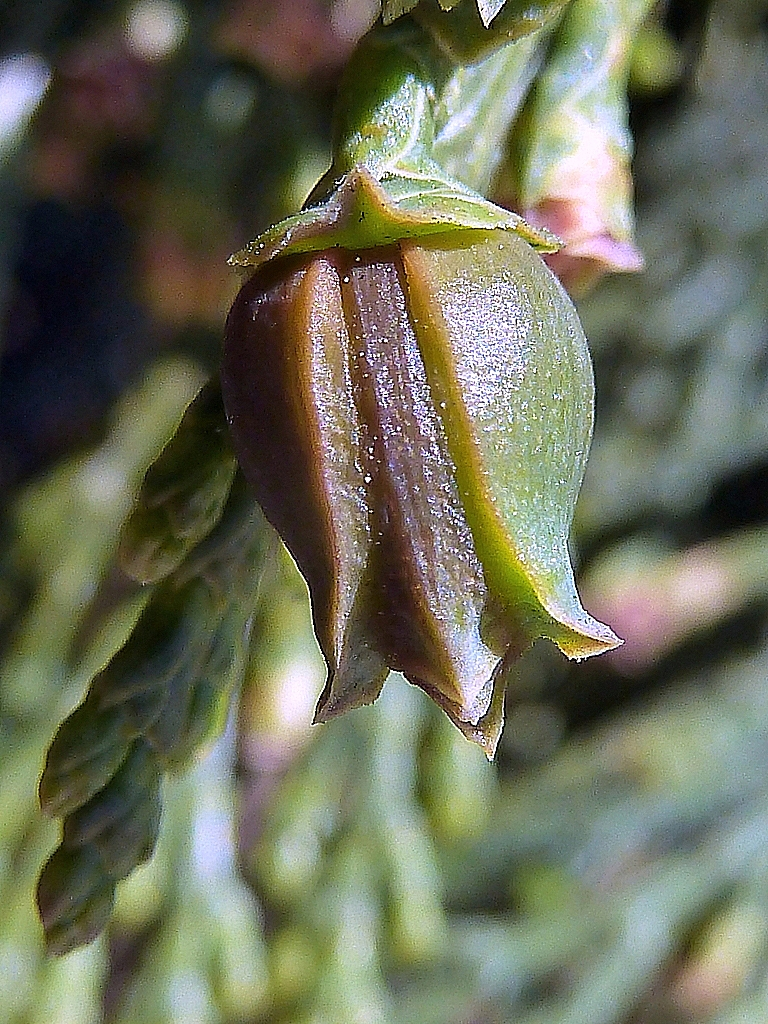
Cono femenino en fructificación incipiente.
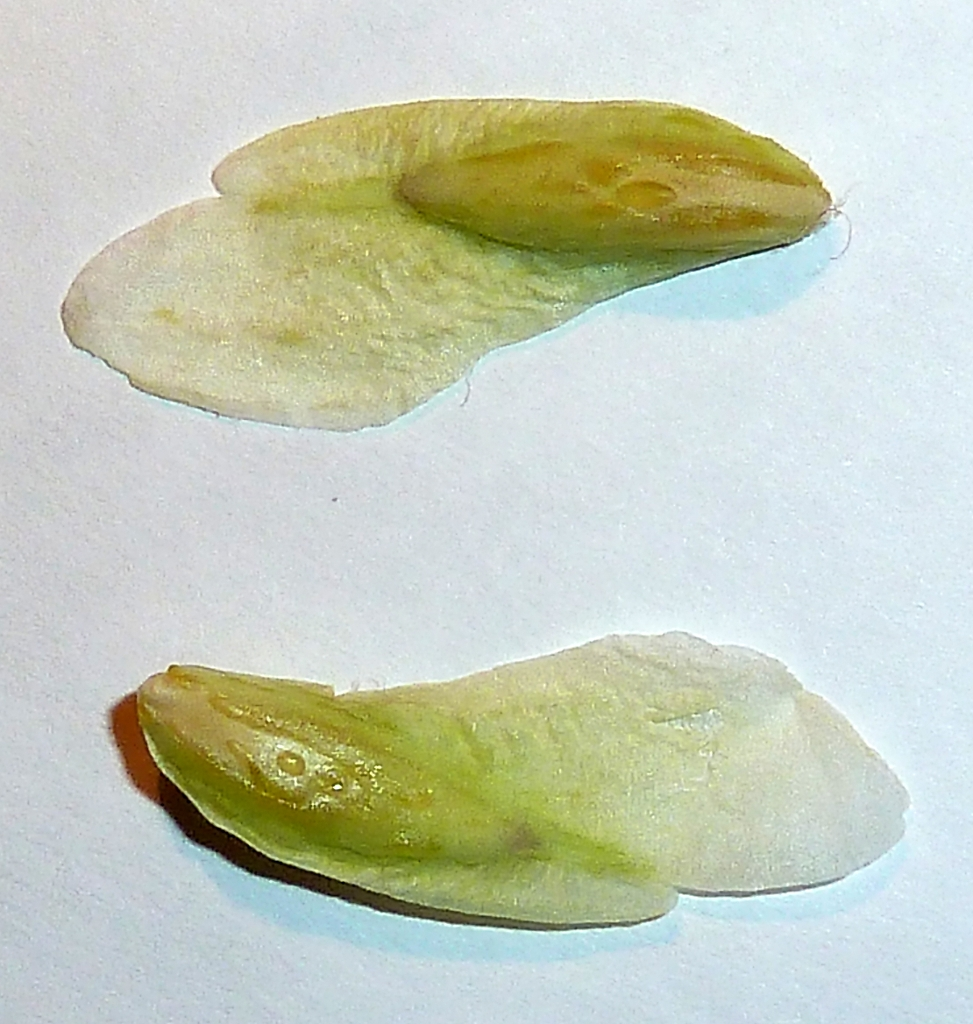
Semillas aladas inmaduras.
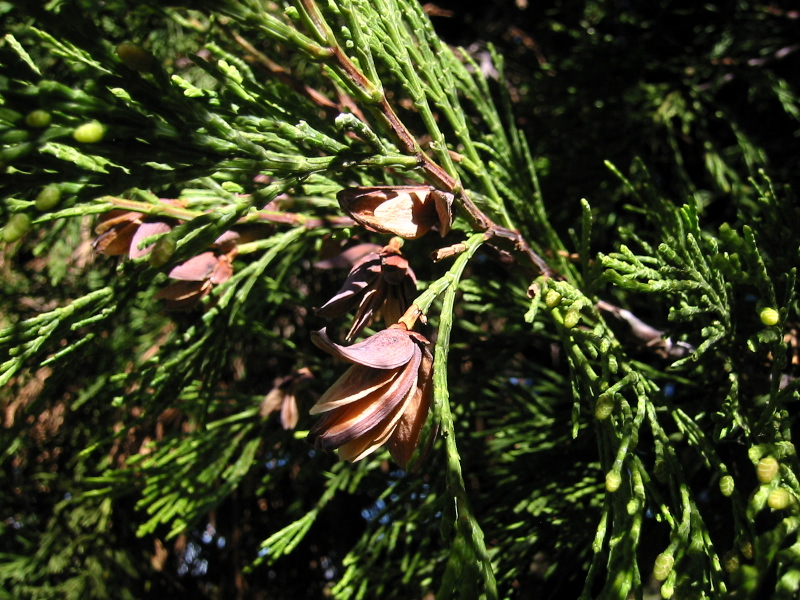
Conos femeninos abiertos in situ.
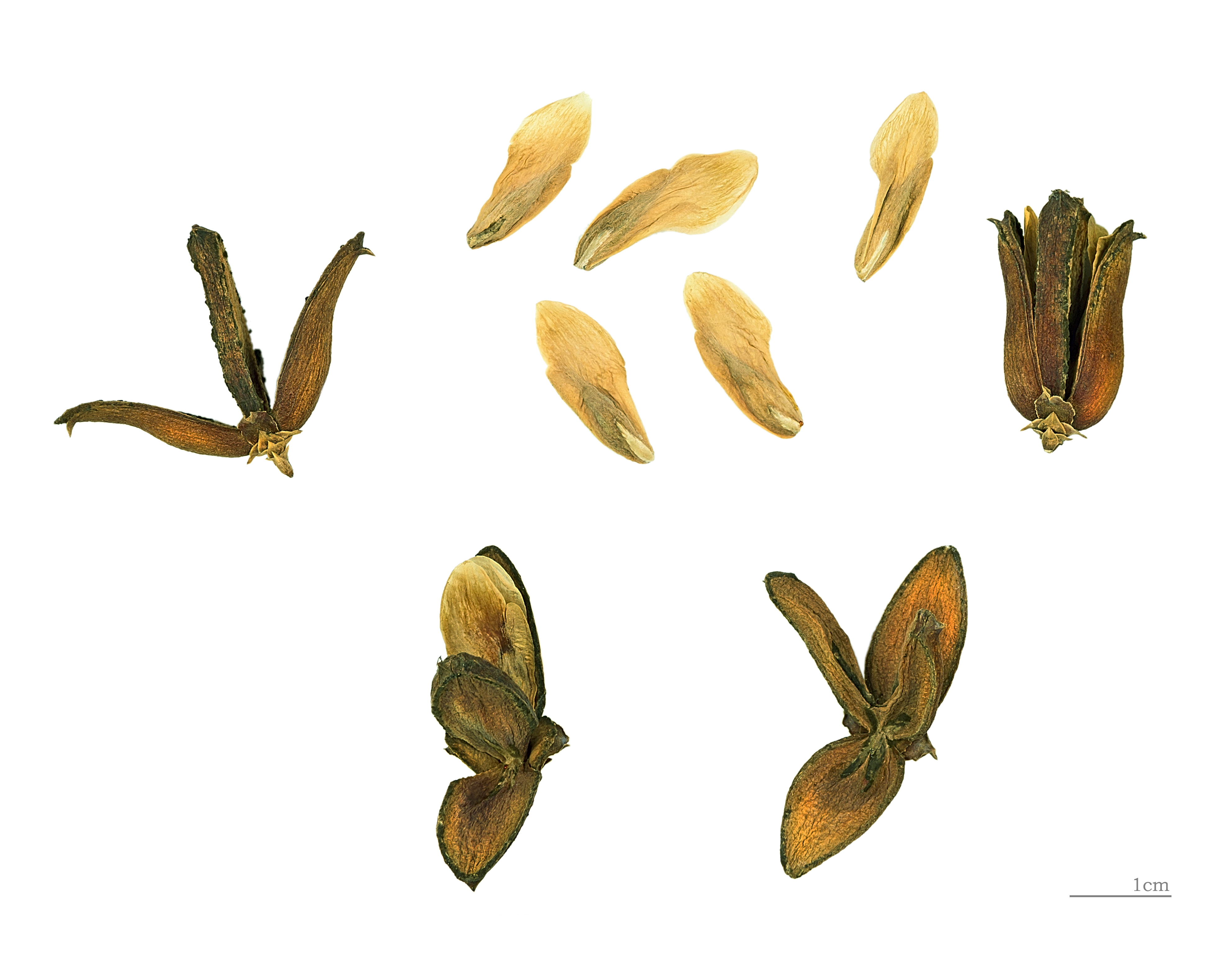
Conos y semillas maduros.
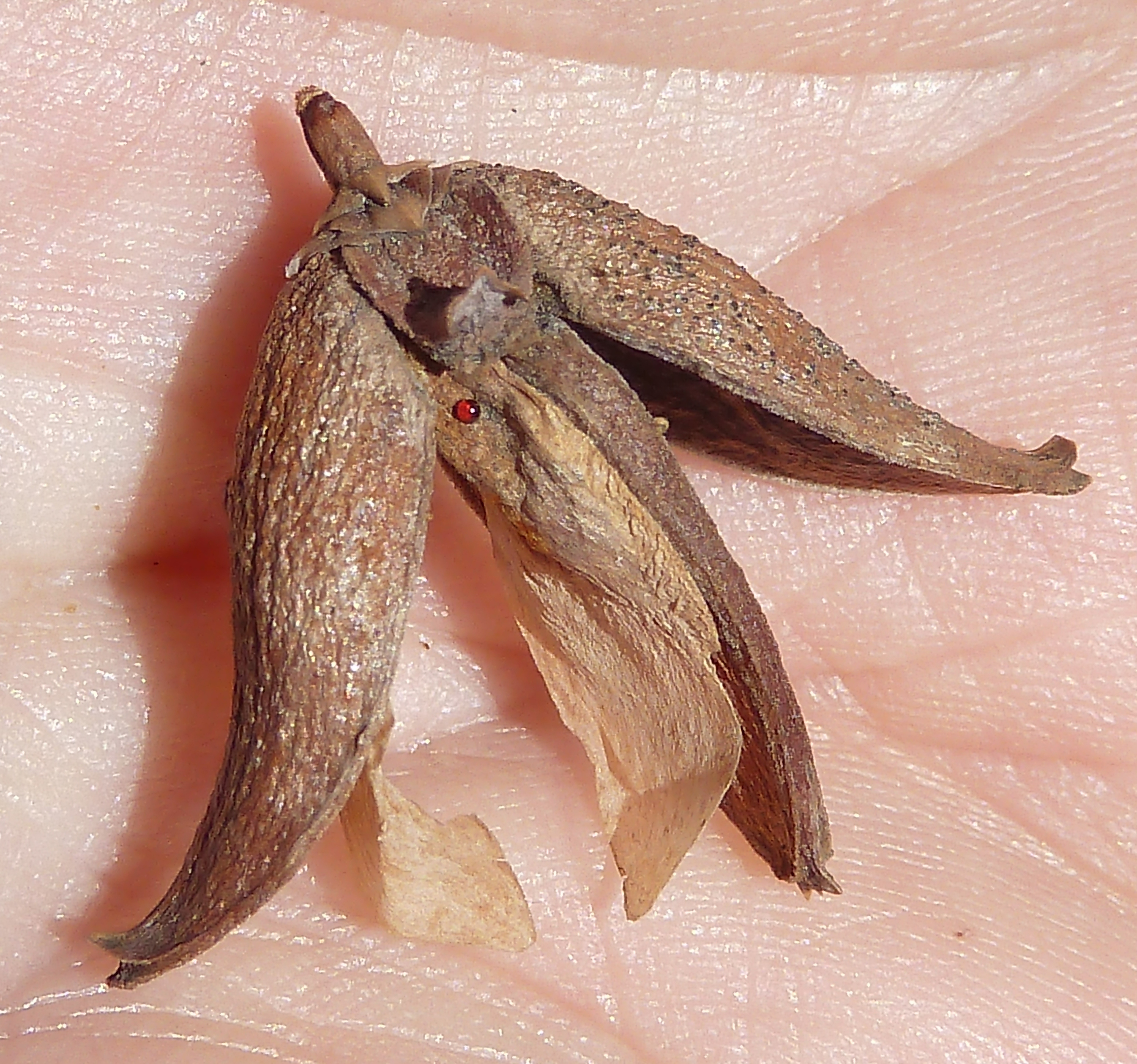
Fruto maduro abierto con semillas aladas in situ.
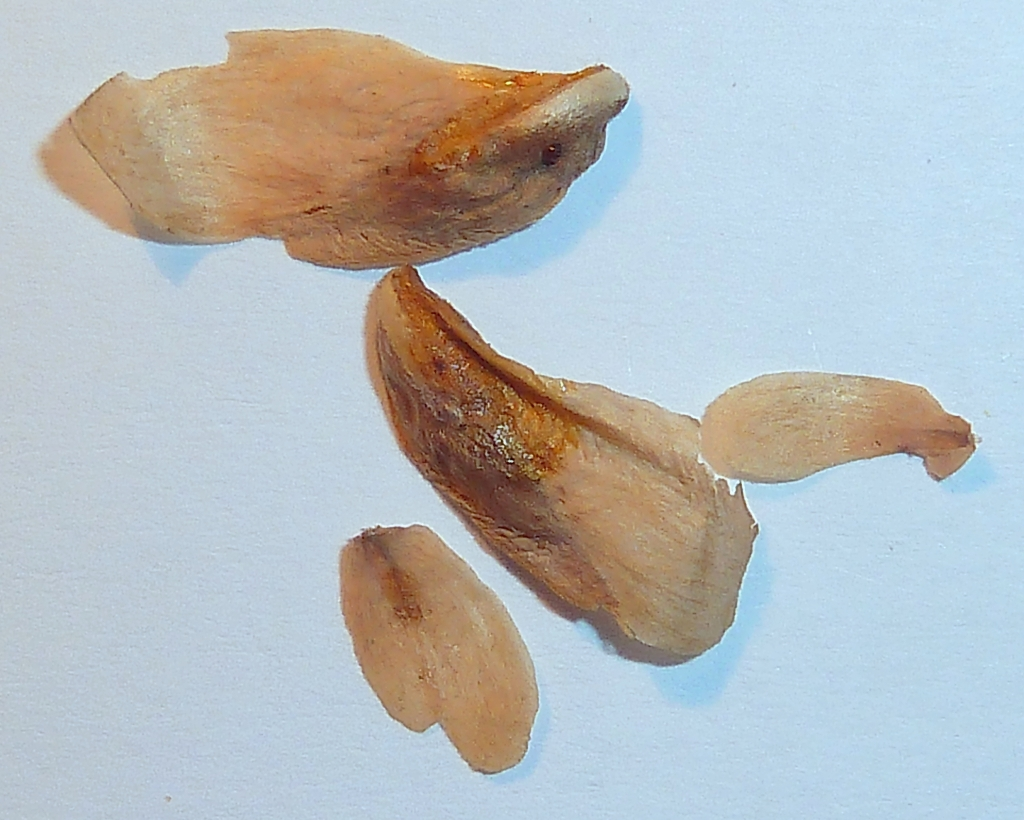
Semillas aladas sueltas.
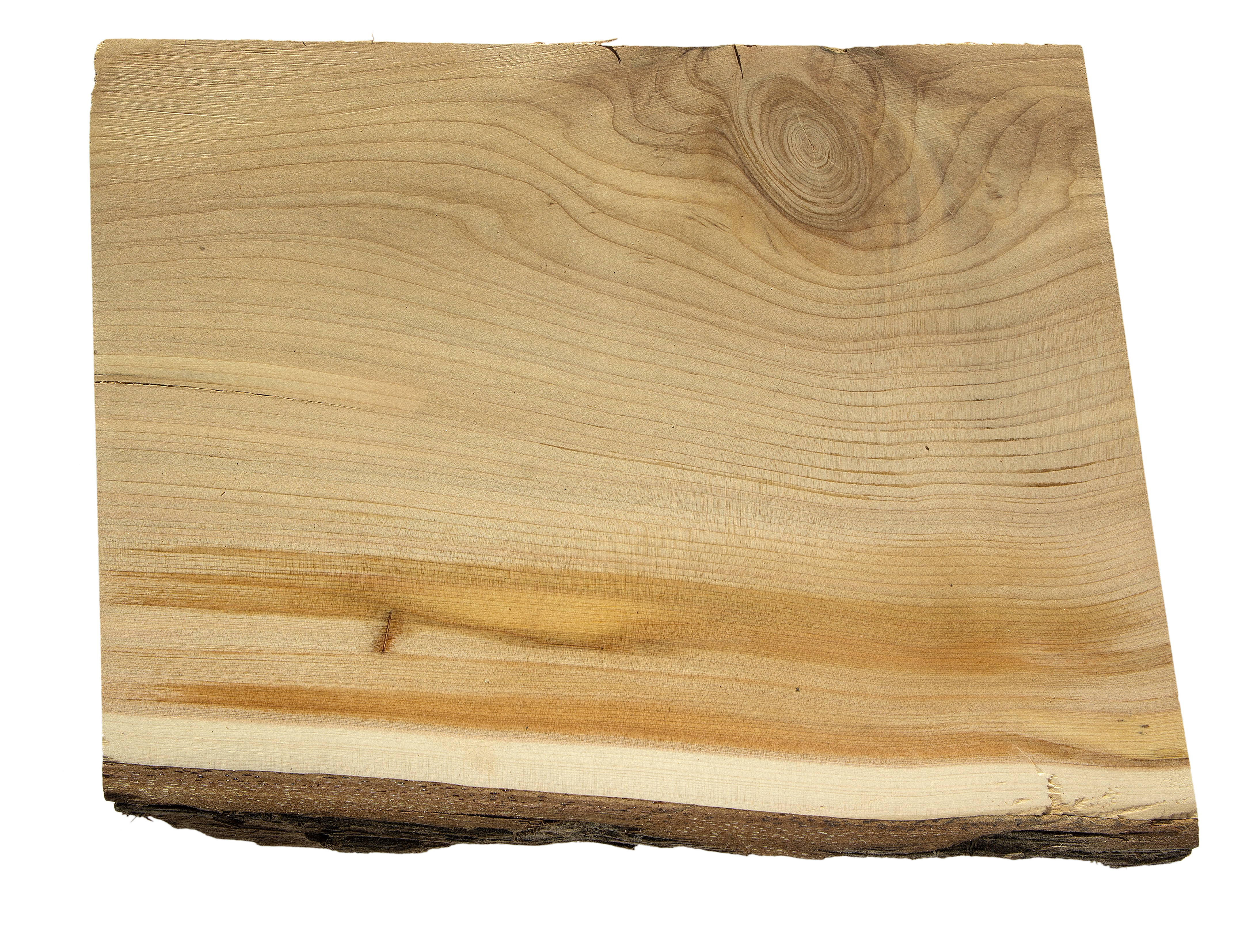
Calocedrus decurrens - MHNT